# El Guettana
El Guettana är en ort i Algeriet.   Den ligger i provinsen Muaskar, i den norra delen av landet, 300 km sydväst om huvudstaden Alger. El Guettana ligger 394 meter över havet och antalet invånare är 2 512.
Terrängen runt El Guettana är kuperad. Runt El Guettana är det ganska tätbefolkat, med 129 invånare per kvadratkilometer. Närmaste större samhälle är Bou Hanifia el Hamamat, 16,0 km sydost om El Guettana. Trakten runt El Guettana består till största delen av jordbruksmark.